# Nottingham Open 2021
Giải quần vợt Nottingham Mở rộng 2021 (còn được biết đến với Viking Open Nottingham vì lý do tài trợ) là một giải quần vợt chuyên nghiệp thi đấu trên mặt sân cỏ ngoài trời. Đây là lần thứ 13 (nữ) và lần thứ 25 (nam) giải đấu được tổ chức. Giải đấu là một phần của WTA 250 trong WTA Tour 2021, và ATP Challenger Tour. Giải đấu diễn ra tại Nottingham Tennis Centre ở Nottingham, Vương quốc Liên hiệp Anh và Bắc Ireland từ ngày 6 đến ngày 13 tháng 6 năm 2021.

## Nội dung đơn ATP

### Hạt giống
| Quốc gia | Tay vợt            | Xếp hạng1 | Hạt giống |
| -------- | ------------------ | --------- | --------- |
| GBR      | Dan Evans          | 27        | 1         |
| USA      | Frances Tiafoe     | 74        | 2         |
| ITA      | Andreas Seppi      | 98        | 3         |
| RSA      | Kevin Anderson     | 100       | 4         |
| USA      | Mackenzie McDonald | 119       | 5         |
| USA      | Denis Kudla        | 120       | 6         |
| BIH      | Damir Džumhur      | 125       | 7         |
| POL      | Kamil Majchrzak    | 126       | 8         |

- 1 Bảng xếp hạng vào ngày 31 tháng 5 năm 2021.

### Vận động viên khác
Đặc cách:
- Jay Clarke
- Dan Evans
- Ryan Peniston

Vượt qua vòng loại:
- Marius Copil
- Matthew Ebden
- Borna Gojo
- Aleksandar Vukic

## Nội dung đơn WTA

### Hạt giống
| Quốc gia | Tay vợt             | Xếp hạng1 | Hạt giống |
| -------- | ------------------- | --------- | --------- |
| GBR      | Johanna Konta       | 20        | 1         |
| USA      | Alison Riske        | 28        | 2         |
| CRO      | Donna Vekić         | 36        | 3         |
| CHN      | Zhang Shuai         | 48        | 4         |
| USA      | Danielle Collins    | 50        | 5         |
| CZE      | Marie Bouzková      | 52        | 6         |
| FRA      | Kristina Mladenovic | 61        | 7         |
| BEL      | Alison Van Uytvanck | 67        | 8         |
| GBR      | Heather Watson      | 71        | 9         |
| SUI      | Viktorija Golubic   | 72        | 10        |
| ITA      | Camila Giorgi       | 80        | 11        |
| JPN      | Nao Hibino          | 82        | 12        |
| USA      | Madison Brengle     | 84        | 13        |
| USA      | Lauren Davis        | 86        | 14        |
| SRB      | Nina Stojanović     | 87        | 15        |
| KAZ      | Zarina Diyas        | 93        | 16        |
| CZE      | Tereza Martincová   | 94        | 17        |
| USA      | Christina McHale    | 95        | 18        |

- 1 Bảng xếp hạng vào ngày 31 tháng 5 năm 2021.[2]

### Vận động viên khác
Đặc cách:
- Katie Boulter
- Jodie Burrage
- Francesca Jones
- Emma Raducanu

Vượt qua vòng loại:
- Sarah Beth Grey
- Kateryna Kozlova
- Tara Moore
- Lesley Pattinama Kerkhove
- Ankita Raina
- Eden Silva
- CoCo Vandeweghe
- Katie Volynets

Thua cuộc may mắn:
- Martina Di Giuseppe
- Georgina García Pérez
- Marina Melnikova

### Rút lui
Trước giải đấu
- Paula Badosa → thay thế bởi  Kurumi Nara
- Belinda Bencic → thay thế bởi  Caty McNally
- Danielle Collins → thay thế bởi  Marina Melnikova
- Misaki Doi → thay thế bởi  Kristie Ahn
- Camila Giorgi → thay thế bởi  Martina Di Giuseppe
- Polona Hercog → thay thế bởi  Georgina García Pérez
- Hsieh Su-wei → thay thế bởi  Arina Rodionova
- Marta Kostyuk → thay thế bởi  Wang Yafan
- Ann Li → thay thế bởi  Viktoriya Tomova
- Magda Linette → thay thế bởi  María Camila Osorio Serrano
- Jessica Pegula → thay thế bởi  Wang Xiyu
- Kristýna Plíšková → thay thế bởi  Maddison Inglis
- Yulia Putintseva → thay thế bởi  Harriet Dart
- Shelby Rogers → thay thế bởi  Lizette Cabrera
- Elena Rybakina → thay thế bởi  Océane Dodin
- Clara Tauson → thay thế bởi  Zarina Diyas
- Ajla Tomljanović → thay thế bởi  Wang Xinyu
- Venus Williams → thay thế bởi  Giulia Gatto-Monticone
- Wang Qiang → thay thế bởi  Anastasia Gasanova
- Zheng Saisai → thay thế bởi  Leonie Küng

### Bỏ cuộc
- Kristie Ahn

## Nội dung đôi WTA

### Hạt giống
| Quốc gia | Tay vợt           | Quốc gia | Tay vợt         | Xếp hạng1 | Hạt giống |
| -------- | ----------------- | -------- | --------------- | --------- | --------- |
| AUS      | Ellen Perez       | CHN      | Zhang Shuai     | 92        | 1         |
| USA      | Caroline Dolehide | AUS      | Storm Sanders   | 106       | 2         |
| UKR      | Lyudmyla Kichenok | JPN      | Makoto Ninomiya | 109       | 3         |
| USA      | Kaitlyn Christian | JPN      | Nao Hibino      | 126       | 4         |

- 1 Bảng xếp hạng vào ngày 31 tháng 5 năm 2021.

### Vận động viên khác
Đặc cách:
- Katie Boulter /  Jodie Burrage
- Naomi Broady /  Harriet Dart

Bảo toàn thứ hạng:
- Christina McHale /  CoCo Vandeweghe

Theay thế:
- Marie Bouzková /  Alicja Rosolska

### Rút lui
Trước giải đấu
- Lauren Davis /  Caty McNally → thay thế bởi  Marie Bouzková /  Alicja Rosolska
- Sharon Fichman /  Giuliana Olmos → thay thế bởi  Elixane Lechemia /  Ingrid Neel
- Vivian Heisen /  Květa Peschke → thay thế bởi  Tara Moore /  Eden Silva
- Dalila Jakupović /  Yana Sizikova → thay thế bởi  Sarah Beth Grey /  Emily Webley-Smith
- Ellen Perez /  Danielle Collins → thay thế bởi  Naiktha Bains /  Samantha Murray Sharan
- Xu Yifan /  Zhang Shuai → thay thế bởi  Ellen Perez /  Zhang Shuai

Trong giải đấu
- Kaitlyn Christian /  Nao Hibino
- Johanna Konta /  Donna Vekić

## Nhà vô địch

### Đơn nam
- Frances Tiafoe đánh bại  Denis Kudla 6–1, 6–3.

### Đơn nữ
- Johanna Konta đánh bại  Zhang Shuai 6–2, 6–1

### Đôi nam
- Matt Reid /  Ken Skupski đánh bại  Matthew Ebden /  John-Patrick Smith 4–6, 7–5, [10–6].

### Đôi nữ
- Lyudmyla Kichenok /  Makoto Ninomiya đánh bại  Caroline Dolehide /  Storm Sanders, 6–4, 6–7(3–7), [10–8]